# Yr Hen Ogledd

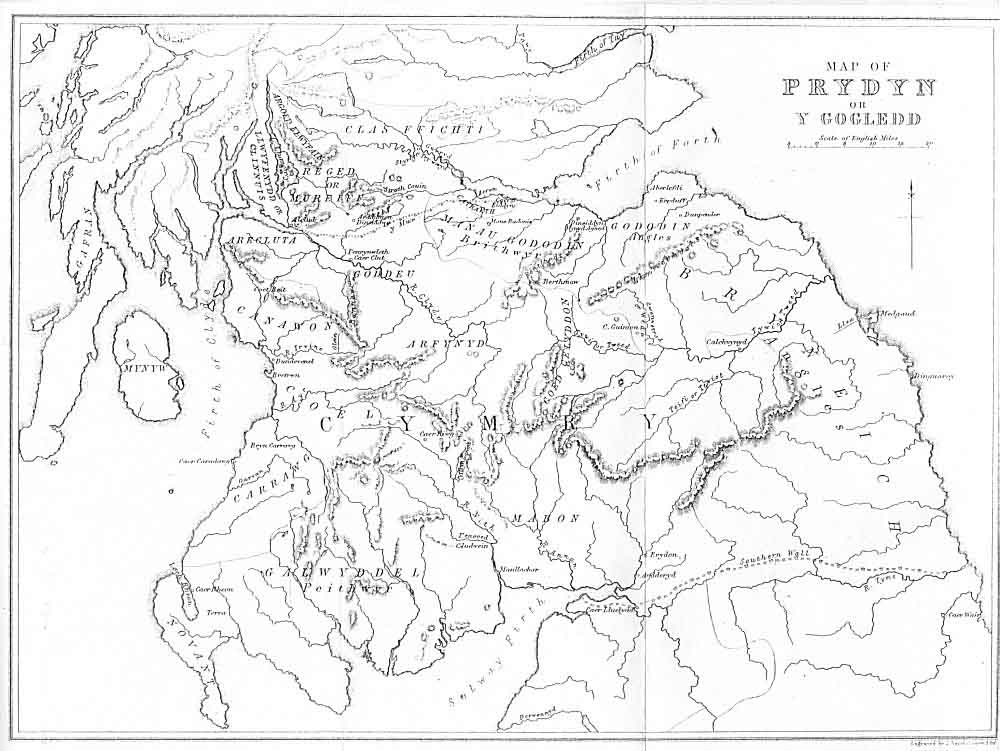
Mapa del norte de Yr Hen Ogledd antes de las invasiones de los anglos.

Yr Hen Ogledd es un término galés que significa "El Viejo Norte" y es utilizado por los académicos para designar a los reinos britanos surgidos en el norte de Inglaterra y sur de Escocia tras la retirada romana.
En un intento por construir una razonablemente precisa historia de estos territorios, los estudiosos han adoptado el término Hen Ogledd de la poesía heroica galesa para referirse a los reinos britanos.

## Contexto
Nada de lo que conocemos del centro de Gran Bretaña antes de 550 es realmente fiable. Nunca hubo un control efectivo romano al norte de línea de la línea Tyne - Solway, y al sur de esa línea, el control romano había finalizado mucho antes de la fecha tradicional dada para la partida de las tropas romanas de Britania en 407. Los escritos de Amiano Marcelino y otros escritores dan testimonio de un decreciente control romano ya desde el siglo II, y de amplios desórdenes y abandono a partir del 360.
En torno a 550, la zona estaba controlada por pueblos britano-parlantes, a excepción de las franjas costeras orientales, ocupada por pueblos Anglos de Bernicia y Deira. Al norte se ubicaban los pictos y al noroeste el reino Gaélico de Dál Riata. Todos ellos jugarán un papel en la historia del Viejo Norte.

### Contexto histórico
Desde un punto de vista histórico, la imagen de los "Hombres del Norte" (Gwŷr y Gogledd en galés) como britanos nativos luchando contra la ocupación anglosajona es una visión parcial, ya que las guerras internas entre britanos eran frecuentes. Sin embargo, las historias galesas de luchas entre britanos y anglos sí tienen su contrapartida en la realidad. La historia de la desaparición de los reinos del Viejo Norte es la historia del ascenso de Northumbria a partir de los reinos costeros de Bernicia y Deira hasta convertirse en el estado más poderoso de Gran Bretaña entre el estuario del Humber y los fiordos de Clyde y Forth.
En esta época, alianzas y enfrentamientos no se limitaban a las luchas con los vecinos. Una alianza britana se enfrentó a otra coalición de la misma etnia en la batalla de Arfderydd. Áedán mac Gabráin, rey de Dal Riada, es mencionado en la Bonedd Gwŷr y Gogledd, una genealogía de los Hombres del Norte. La Historia Brittonum de Nennio afirma que Oswiu de Northumbria contrajo matrimonio con una britana de ascendencia picta. El rey picto Talorgan sería fruto también de una unión entre northumbrianos y pictos. Áedán mac Gabráin luchó con los britanos contra Northumbría. Cadwallon ap Cadfan, rey de Gwynedd se alió con Penda de Mercia contra Edwin de Northumbria.
Conquista y derrota no implicaban necesariamente la extirpación de una cultura y su sustitución por otros. La región britana del noroeste de Inglaterra fue absorbida por el reino anglo de Northumbria en el siglo VII, aunque emergería nuevamente 300 años después como Cumbria meridional, unida a Cumbria Septentrional (Strathclyde).

### Contexto social
Los Hombres del Norte vivían según una organización tribal, basada en familias extensas, debiendo lealtad a una familia "real" dominante, algunas veces a través de relaciones indirectas, y recibiendo protección a cambio. Para los pueblos celtas, esta organización seguiría vigente siglos después, apareciendo en las Leyes irlandesas de Brehon, la Ley galesa y la Ley Escocesa de bretones y escotos.
La capital estaría situada en una primitiva corte, que no era más que la sede del antiguo gobierno romano. Como gobernante y protector, el rey mantenía numerosas cortes, viajando de una a otra para administrar justicia y ejercer su autoridad. Estas prácticas sobrevivirían hasta las reformas administrativas y legales de Enrique II, ya en el siglo XII.

## Reinos y regiones

### Reinos mayores
Los principales reinos britanos mencionados en las fuentes históricas y literarios son:
- Alt Clut o Ystrad Clud – con centro en el actual Dumbarton en Escocia y posteriormente conocido como Reino de Strathclyde. Es uno de los más documentados y también el de vida más larga, manteniendo su independencia hasta el siglo XI, cuando fue finalmente absorbido por Escocia.[4]
- Elmet – en el oeste de Yorkshire. Al sur de otros reinos británicos y al este de Gales consiguió sobrevivir hasta comienzos del siglo VII.[5] Fue invadido y anexionado por Northumbria en el 616.
- Gododdin – situado en el sureste de Escocia y noreste de Inglaterra, en el territorio ancestral de los Votadini. Sus habitantes son los protagonistas del poema Y Gododdin, que narra una desastrosa expedición del ejército de Gododdin contra los anglos de Bernicia.[6] Fue conquistado por los anglos alrededor del 638, estableciendo en ese mismo territorio el reino de Bernicia.
- Rheged – un gran reino que incluía partes de la actual Cumbria, aunque desconocemos sus límites precisos. La historia de Rheged está fuertemente asociada a la de su rey Urien, cuyo nombre abunda en la toponimia del noroccidente de Inglaterra.[7] Anexionada en 730 por Northumbria.

### Reinos menores y otras regiones
En las fuentes se mencionan numerosas regiones, posiblemente dependientes de otros reinos o reinos independientes en sí mismos:
- Aeron – reino menor mencionado en fuentes como Y Gododdin, su localización es incierta, aunque varios académicos han señalado como probable la región de Ayrshire en el suroeste de Escocia.[8][9][10][11] Este territorio se asocia frecuentemente con Urien Rheged, y puede haber formado parte de su reino.[12]
- Calchfynydd ("Chalkmountain") – no sabemos prácticamente nada de esta área, aunque probablemente se situaba en Hen Ogledd, ya que uno de sus posibles gobernantes, Cadrawd Calchfynydd, aparece mencionado en Bonedd Gwŷr y Gogledd. William Forbes Skene sugiere su identificación con Kelso (anteriormente Calchow) en el territorio de Scottish Borders.[13]
- Eidyn – constituía el área circundante de la actual Edimburgo, conocida entonces como Din Eidyn (Fuerte de Eidyn). Estaba muy vinculado al reino de Gododdin.[14] Kenneth H. Jackson defiende que Eidyn denominaba exclusivamente Edimburgo,[15] pero otros estudiosos lo han tomado una designación para un área más amplia.[16][17] El nome sobrevive en topónimos como Edimburgo, Dunedi y Carriden (de Caer Eidyn), situado quince millas al oeste.[18] Din Eidyn fue sitiado por los anglos en 638 y estuvo bajo su control durante los siguientes tres siglos.[19]
- Manaw Gododdin – el área costera al sur del Fiordo de Forth, y parte del territorio de los Gododdin.[6] El nombre sobrevive en Slamannan Moor y en el pueblo de Slamannan, en Stirlingshire.[20] This is derived from Sliabh Manann, the 'Moor of Manann'.[21] También aparece en el nombre de Dalmeny, cinco millas al noroeste de Edimburgo y conocido previamente como Dumanyn, que se asume deriva de Dun Manann.[21] Lo podemos encontrar igualmente al norte del Forth en el Manaw picto en Clackmannan y en el condado epónimo de Clackmannanshire,[22] derivado de Clach Manann, la 'piedra de Manann',[21] en referencia a un monumento ubicado allí.
- Novant – reino mencionado en Y Gododdin, presumiblemente relacionado con una tribu de la Edad del Hierro, los Novantae, radicado en el suroeste de Escocia.[23][24]
- Regio Dunutinga – reino menor situado en la región de Yorkshire del Norte y mencionado en la  Vida de Wilfrid. Su nombre procede de un gobernante llamado Dunaut, quizás el Dunaut ap Pabo de las genealogías.[25] Su nombre ha llegado hasta nosotros en la actual población de Dent, Cumbria.[26]

Otros reinos que no formaron parte del Viejo Norte, pero que son parte de su historia incluyen:
- Dál Riata – Aunque era un reino Gaélico, la familia de su rey Áedán mac Gabráin aparece en el relato Bonedd Gwŷr y Gogledd
- Northumbria y sus estados predecesores, Bernicia y Deira
- Reino de los pictos

### Reinos posibles
Los siguientes nombres aparecen en fuentes históricas y literarias, pero desconocemos si se refieren o no a reinos o regiones del Hen Ogledd.
- Bryneich – nombre británico del reino anglosajón de Bernicia. Posiblemente existió en la zona algún reino britano pre-sajón, pero no hay pruebas.[27]
- Deifr o Dewr – nombre britano del reino anglosajón de Deira, situada entre los ríos Tees y Humber. El nombre es de origen britano, pero al igual que en el caso de Bryneich no sabemos si denominaba un reino britano anterior.[28]